# Lo zio dinamite
Lo zio dinamite (titolo originale: Uncle Dynamite) è un romanzo umoristico di P. G. Wodehouse, pubblicato in volume in lingua inglese nel 1948, tradotto in lingua italiana nel 1949. È il secondo romanzo di cui è protagonista Zio Fred (Lord Ickenham), personaggio che sarà protagonista in altri due successivi romanzi di Wodehouse.

## Storia editoriale
Uncle Dynamite fu scritto in un periodo molto turbolento e drammatico: iniziato in Francia, a Parigi, nel 1939, fu continuato a Berlino, continuato in vari campi di internamento tedeschi e poi a Berlino dal 1940 al 1942, fu pubblicato in volume nel Regno Unito (UK) da Herbert G. Jenkins il 22 ottobre 1948 e il 29 novembre 1948 negli Stati Uniti (USA) da Didier & Co. di New York. Un'edizione condensata fu pubblicata nel numero di aprile 1949 del periodico USA Liberty, con le illustrazioni di Hal McIntosh. Fu tradotto in lingua italiana da Adriana Motti nel 1949 per la Federico Elmo; la traduzione della Motti fu ristampata più volte dalla Elmo e utilizzata anche da altri due editori (Guanda e Tea).

## Trama
Lord Ickenham (lo zio Fred) desidera che suo nipote Pongo sposi Sally Painter, una giovane scultrice americana di scarso successo. Un tempo Pongo e Sally erano stati fidanzati, ma poi lei aveva rotto il fidanzamento quando Pongo aveva rifiutato di introdurre di contrabbando in America dei gioielli per conto di una amica di Sally. Pongo è ora fidanzato con Hermione Bostock, una bella ragazza volitiva e intellettuale che Bill Oakshott aveva sperato di sposare. Bill è il vero proprietario del Castello di Ashenden, in cui tuttavia spadroneggia suo zio, Sir Aylmer Bostock, ex governatore generale di una colonia britannica e candidato al Parlamento britannico, oltre che padre di Hermione.
Pongo, mentre è in visita dai genitori di Hermione, con un movimento maldestro fracassa un busto di Sir Aylmer e lo sostituisce con un altro, prelevato a Ickenham Hall (l'abitazione di zio Fred), ignorando che il busto sostitutivo è stato modellato da Sally e che nasconde al suo interno dei preziosi gioielli da esportare clandestinamente negli USA. I tentativi di Pongo, e poi di Sally, di rientrare in possesso del busto con i gioielli sono numerosi, ma fallimentari. Entra quindi in azione Lord Ickenham il quale si infiltra nel Castello di Ashenden sotto falso nome con numerosi obiettivi (recuperare il busto di Sally, convincere Pongo che la moglie ideale per lui è Sally e non Hermione, trasformare Bill Oakshott in capo del Castello di Ashenden e fidanzato di Hermione, convincere Sir Aylmer a rinunciare ad azioni legali contro l'editore Otis Painter, convincere il poliziotto Potter non solo a non arrestarlo ma anche a lasciare la polizia per poter sposare l'amata Elsie Bean, e così via) dando inizio a una sequenza di azioni che prevedono menzogne, ricatti, furti d'identità, arresti, preparativi per concorsi di bellezza infantili, epidemie di rosolia trasmesse dal curato, poliziotti scaraventati nello stagno delle anitre, e così via. E naturalmente alla fine Zio Fred sarà compiaciuto nel vedere che «i lieti fini crepitano intorno a lui come fuochi d'artificio».

## Personaggi
Frederick Altamount Cornwallis Twistleton, Quinto conte di Ickenham ("Zio Fred")alto, smilzo e dall'aspetto distinto; «un uomo la cui missione nella vita è di spargere dolcezza e luce e di riavvicinare i giovani»; già compagno di scuola di Sir Aylmer e del maggiore Plank (il suo nomignolo era "Barmy"); proprietario di Ickenham Hall; sposato a una americana di nome Jane; zio di Pongo, desidera che Pongo sposi Sally Painter
Bill Oakshottgrosso giovanotto di modi aperti ed ingenui; timido amico d'infanzia di Pongo; proprietario del Castello di Ashenden, dove però spadroneggia Sir Aylmer; ama la cugina Hermione Bostock
Reginald G. Twistleton ("Pongo")nipote di zio Fred; ha ereditato da poco una grande fortuna; fidanzato con Hermione Bostock
Sir Aylmer Bostock ("Mugsy")ex governatore coloniale, aspirante parlamentare, «un despota prepotente»; zio di Bill Oakshott, padre di Hermione
Hermione Bostockfiglia intellettuale di Sir Aylmer; scrive romanzi con lo pseudonimo di Gwynneth Gould; fidanzata con Pongo; amata con silenziosa devozione da Bill
Maggiore Brabazon-Plank (Bimbo)esploratore; ha guidato una spedizione in Amazzonia alla quale ha partecipato anche Bill
Coggsvalletto di Lord Ickenham
Sally Painterscultrice americana vivace e di piccola statura; è stata fidanzata con Pongo e lo ama ancora
Otis Paintereditore; fratello di Sally, ha pubblicato le memorie di Sir Aylmer
Lady Emily Bostockmoglie di Sir Aylmer
Harold Potteragente di polizia ventottenne; prima di essere trasferito ad Ashenden Oakshott, aveva arrestato Pongo e lo zio Fred a Londra alle corse dei cani; ama la cameriera Elsie Bean
Elsie Beancameriera al Castello di Ashenden; ama Harold Potter, ma è riluttante a sposare un poliziotto
Mrs. Bella Stubbssorella maggiore di Harold Potter; desidera che il fratello continui a fare il poliziotto
Mrs. Goochcuoca al Castello di Ashenden

## Critica
Per Richard Usborne, dialoghi e narrazioni perfette completano una trama molto complicata e ben controllata. Per il linguista Robert Hall, anche in Lo zio dinamite la principale fonte di ilarità è il linguaggio, e la comicità deriva spesso dalla creazione di nuovi vocaboli, o dall'uso di similitudini stranianti o dal ricorso a termini o fonti letterarie colte.
In questo romanzo fa la prima comparsa il maggiore Brabazon-Plank che comparirà successivamente in due romanzi della serie Jeeves e Bertie Wooster: Teniamo duro, Jeeves e Le zie non sono gentiluomini.

## Adattamenti
- Uncle Dynamite - film per la TV della serie televisiva statunitense Four Star Playhouse della NBC trasmesso il 29 gennaio 1950 (seconda stagione)[12], regia di Gordon Duff[13]

## Edizioni
- (EN) Uncle Dynamite, London, Herbert Jenkins, 1948.
- (EN) Uncle Dynamite, 1ª ed., New York, Didier & Co., 1948.
- Lo zio dinamite [Uncle Dynamite], collana Collana Della Moderna Libreria Straniera, traduzione di Adriana Motti, 1ª ed., Milano, F. Elmo, 1949.. Altre edizioni della Federico Elmo: 1954; 1955; 1959.
- Lo zio dinamite, traduzione di Adriana Motti, Parma, Guanda, 1998, ISBN 88-8246-002-9.
- Lo zio dinamite, collana Collezione TEAdue; 952, traduzione di Adriana Motti, Milano, Tea, 2002, ISBN 88-502-0123-0.